# Mark Sekyi
Mark Sekyi (* 4. Mai 1995) ist ein ghanaischer Fußballspieler.

## Karriere
Mark Sekyi stand von Anfang 2015 bis Mitte 2015 beim Zaytuna FC United in der ghanaischen Hauptstadt Accra unter Vertrag. Im Juni 2015 ging er nach
Myanmar. Hier unterschrieb er einen Vertrag beim GFA FC. Der Verein aus dem Chin-Staat spielte in der zweiten Liga des Landes, der MNL-2. Bis Ende 2017 absolvierte er für GFA 18 Zweitligaspiele. Anfang 2018 wechselte er zu Hanthawaddy United. Der Verein aus Taungoo spielte in der ersten Liga, der Myanmar National League. Für Hanthawaddy stand er 39-mal in der ersten Liga auf dem Spielfeld. Dabei erzielte er zwölf Tore. Wo er von Januar 2020 bis Dezember 2021 gespielt hat, ist unbekannt. Anfang Januar 2022 nahm ihn der myanmarische Erstligist Shan United unter Vertrag. 2022 und 2023 feierte er mit dem Verein die myanmarische Meisterschaft.

## Erfolge
Shan United
- Myanmarischer Meister: 2022, 2023